# Инфракрасный обогреватель

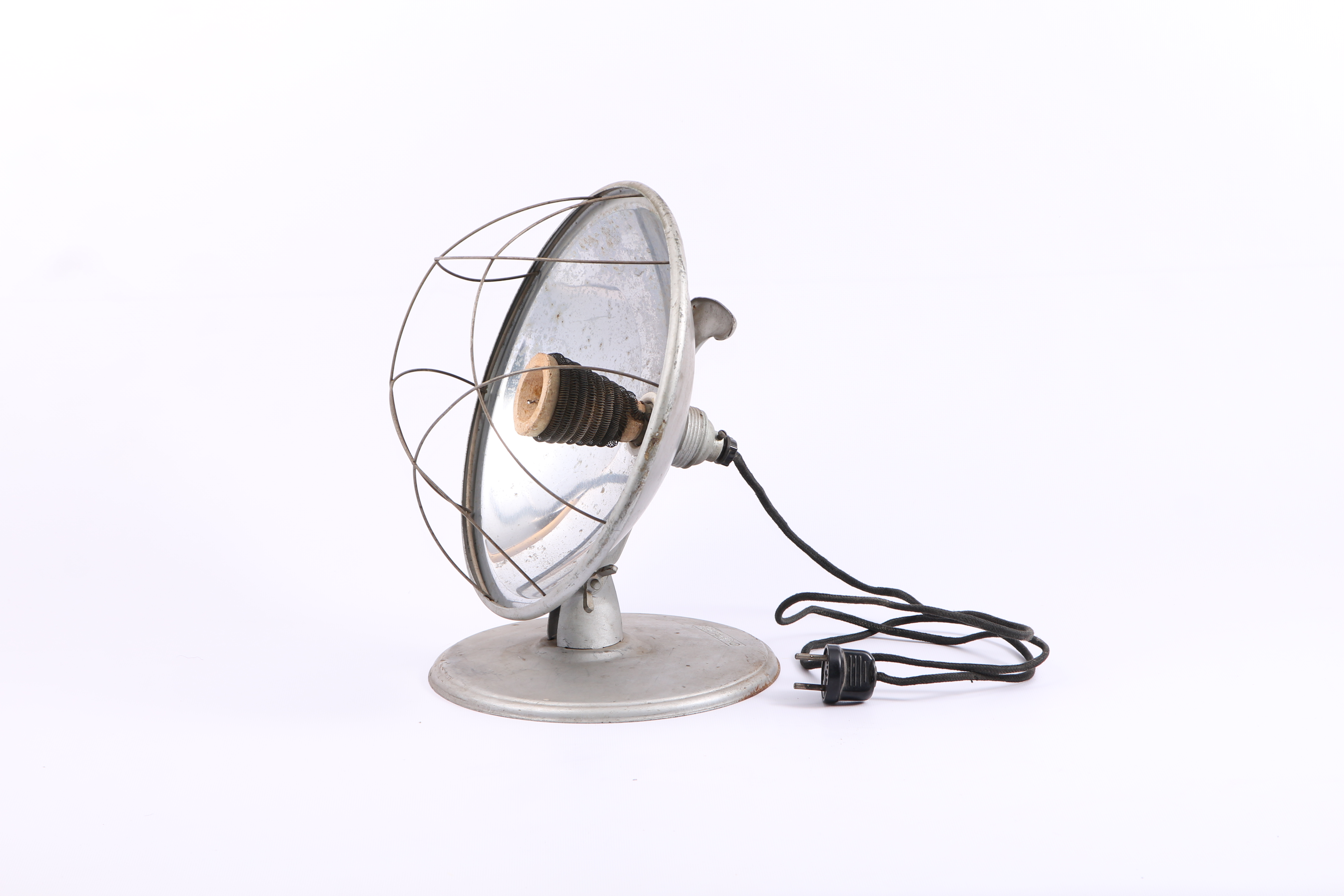
Советский инфракрасный обогреватель с открытой спиралью. Мощность — 480 Вт. 1963 год

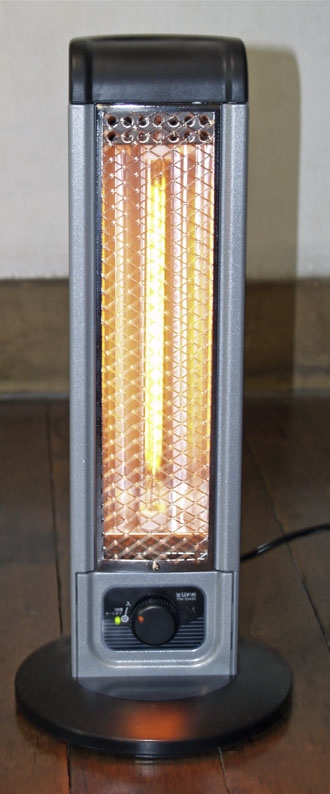

Инфракрасный обогреватель — отопительный прибор, отдающий тепло в окружающую среду посредством инфракрасного излучения. В быту иногда неточно называется рефлектором. Лучистая энергия поглощается окружающими поверхностями, превращаясь в тепловую энергию, нагревает их, которые в свою очередь отдают тепло воздуху.
Кроме того, при помощи ИК обогревателей появляется возможность местного обогрева только тех площадей в помещении, в которых это необходимо без обогрева всего объёма помещения; тепловой эффект от инфракрасных обогревателей ощущается сразу после включения, что позволяет избежать предварительного нагрева помещения. Эти факторы снижают затраты энергии.

## Конструкция
Главным конструктивным элементом инфракрасного обогревателя является излучатель, испускающий инфракрасное излучение за счёт нагрева. В электрических обогревателях обычно используется трубчатый электронагреватель (ТЭН) или открытая (либо защищённая кварцевой трубкой) спираль, в газовых — металлическая сетка или трубка с чёрным покрытием либо керамическая пластина со специальными отверстиями, нагреваемая проходящими сквозь неё продуктами сгорания природного газа, также карбоновое покрытие в пленочных обогревателях.
Для более направленного обогрева и защиты корпуса и его содержимого от перегрева применяется рефлектор из хорошо отражающего и теплостойкого металла. Если излучатель имеет компактную форму, то рефлектор делают в форме параболоида вращения, если линейную — параболического цилиндра. Для смягчения и частичного расширения диаграммы направленности рефлектор иногда делают матовым или наносят на него неровности.
Если обогреватель предназначен для размещения в месте, доступном людям или домашним животным, излучатель дополнительно защищают металлической сеткой или прозрачной перегородкой.

## Типы инфракрасных обогревателей
В зависимости от диапазона излучения, инфракрасные обогреватели делят на:
- Коротковолновые;
- Средневолновые;
- Длинноволновые.

По типу источника энергии различают:
- Электрические;
- Газовые;
- Бензиновые
- Водяные;
- Дизельные;

По способу установки:
- Мобильные (переносные)
- Стационарные — напольные, настенные, потолочные, подвесные

## Области применения

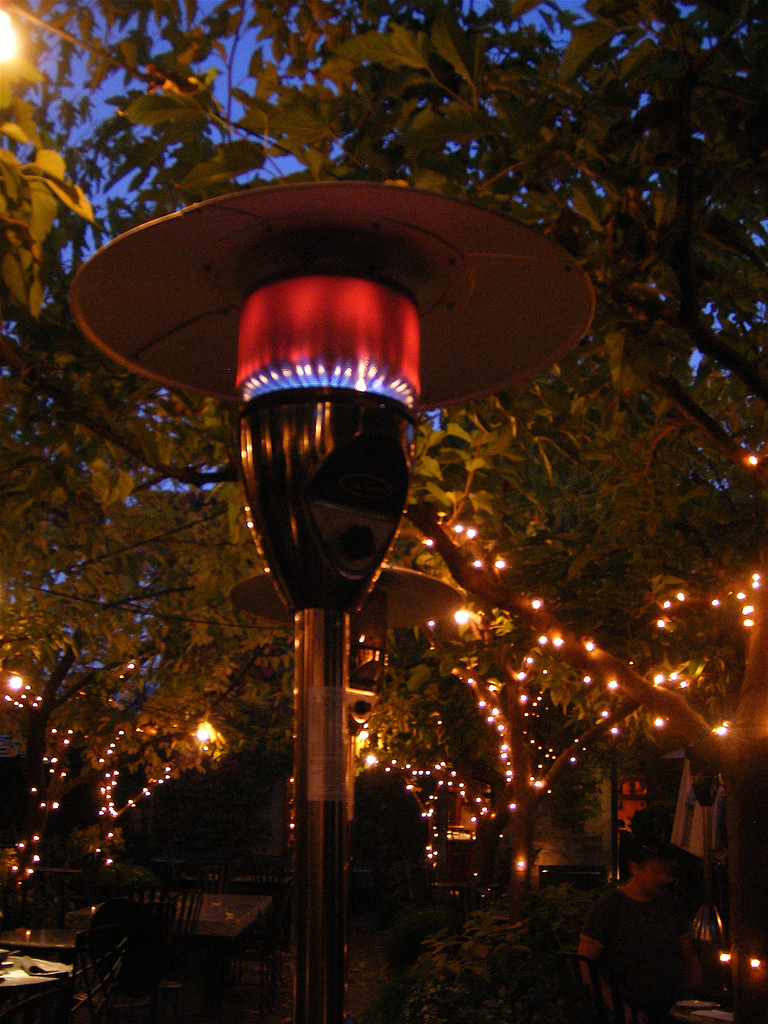
Тепловой зонтик — газовый обогреватель для наружного применения

В зависимости от диапазона излучения, используемого источника энергии и конструкции инфракрасные обогреватели могут применяться для различных целей:
- Обогрев как в помещении, так и создание зон тепла вне помещений.
- Физиотерапия (см. рефлектор Минина).
- В животноводстве для согревания молодняка и создания тепловых ванн.